# Buena Vista (Humacao)
Buena Vista es un barrio ubicado en el municipio de Humacao en el estado libre asociado de Puerto Rico. En el Censo de 2010 tenía una población de 3519 habitantes y una densidad poblacional de 257,96 personas por km².

## Geografía
Buena Vista se encuentra ubicado en las coordenadas 18°7′3″N 65°47′58″O / 18.11750, -65.79944. Según la Oficina del Censo de los Estados Unidos, Buena Vista tiene una superficie total de 13.64 km², de la cual 11.6 km² corresponden a tierra firme y (15%) 2.05 km² es agua.

### Localización
Se ubica en el área sudeste de dicho municipio, haciendo colindancia al norte con la desembocadura del río Humacao, principal río del municipio, al norte del cual queda el barrio Junquito. Al este del barrio queda la Sonda de Vieques, al sur el barrio Candelero Abajo. Queda al suroeste Candelero arriba, y al oeste el barrio Cataño. El barrio toma su nombre de la gran belleza que ofrece el paisaje del litoral abierto al pasaje de Vieques.

## Demografía
Según el censo de 2010, había 3519 personas residiendo en Buena Vista. La densidad de población era de 257,96 hab./km². De los 3519 habitantes, Buena Vista estaba compuesto por el 50.38% blancos, el 28.47% eran afroamericanos, el 0.51% eran amerindios, el 0.6% eran asiáticos, el 0.03% eran isleños del Pacífico, el 16.45% eran de otras razas y el 3.55% pertenecían a dos o más razas. Del total de la población el 99.49% eran hispanos o latinos de cualquier raza.

## Historia
Con respecto a la historia precolombina del barrio Buena Vista, se ha encontrado uno de los más grandes yacimientos de osamenta precolombina en el área de Punta Guayanes, la cual queda al sur del barrio Buena Vista, junto con depósitos de cerámica en Buena Vista propiamente. El análisis de dicho yacimiento ha concluido que perteneció a la cultura Igneri, emigrada de Venezuela por vía de las Antillas Menores, principal contribuyente a lo que finalmente se conocería como la cultura Taína que encontraron los españoles en sus primeros viajes al Nuevo Mundo. A la llegada de los españoles, el municipio formaba el yucayeque del cacique Jumacao o Macao.
Para el tiempo de la declaración de Humacao como villa en 1881 existe oficialmente el barrio de Buena Vista en el inventario de dicho pueblo. Desde los comienzos de la historia del municipio hasta la mitad del siglo XX, los terrenos de Buena Vista se dedicaron principalmente a la agricultura azucarera. Las fotos aéreas muestra que para el 1936, el barrio era dominado casi en su totalidad por el cultivo azucarero como parte del inmenso latifundio de 54,000 acres que pertenecían a la Eastern Sugar Associates. Entonces los trabajadores, colonos y pescadores que formaban los habitantes del barrio se distribuían en los terrenos de Buena Vista Arriba y Buena Vista Abajo, pues las tierras de poco relieve al centro de ba
El evento histórico que cambiaría el carácter del barrio ocurre durante la parcelización de las tierras como parte de la Ley de Tierras del 1941. Los terrenos agrícolas al que antes hacían una franja de norte a sur en el barrio fueron divididos por dichas parcelas. La creación de las parcelas en Buena Vista y otras comunidades rurales de PR intentaron reducir la emigración acelerada del campo a ciudad. A pesar de los esfuerzos de mantener la agricultura en el barrio, solo quedan unos terrenos colindantes al río Humacao que se utilizan para la cría de ganado y la producción de heno.
Para la década del 70 existió una incipiente industria pesquera. Para el 1980 se celebra por primera vez la fiesta del Tiburón, tradición que perdura hasta el presente y que enriquece la oferta cultural de toda la región. 
Con la desaparición de la agricultura comienza la especulación en el mercado de vivienda y la construcción masiva de urbanizaciones que se ha manifestado en toda la costa de Puerto Rico. Hoy día, la costa del barrio Candelero Abajo al sur de Buena Vista queda completamente ocupada por una inmensa urbanización de acceso controlado conocida como Palmas del Mar. Durante la década de los noventa, Palmas del Mar ha progresivamente construido más facilidades dentro del barrio, incluyendo un campo de golf muy cercano al área de las parcelas.

## Personas Célebres de Buena Vista
Buena Vista es el barrio de origen de:
- Atanasio Martínez Díaz, Alcalde de Humacao entre 1956 y 1972
- Ángel Vélez Díaz, Alcalde de Humacao desde 1977 hasta 1984
- Luis Alcaraz, segunda base de los Dodgers desde 1967 a 1970